# Weimarer Stadthaus
La Stadthaus di Weimar è un edificio rinascimentale bianco e verde del XV secolo, sito sul lato est della piazza del Mercato.

## Storia
L'edificio venne fatto costruire dal langravio Friedrich, nel 1432, e da allora è rimasto di proprietà della città. A quel tempo era il palazzo di città con una taverna nel seminterrato. Negli anni dal 1526 al 1547 fu utilizzato come sede del consiglio e per uso commerciale. Al piano terra c'erano panetterie, macellerie e calzolai. Al tempo di Goethe fu trasformato in una Stadthaus e qui si tenevano balli in maschera, concerti e conferenze. Uomini importanti come Franz Liszt, Hoffmann von Fallersleben, Hector Berlioz o Ernst Rietschel furono ospiti in questo edificio. 
Una decorazione in pietra, a motivi geometrici, si trova sulle finestre e sulle pareti del frontone rinascimentale. Durante la seconda guerra mondiale fu distrutto da un attentato dinamitardo, il 9 febbraio 1945, e le rovine rimosse nel 1956. Durante la ricostruzione nel 1968-1971, la facciata storica fu restaurata alla versione precedente, ma l'interno è stato modernizzato. Un passaggio sotterraneo conduceva al municipio, sito dall'altro lato della piazza, ed è ancora visibile dal ristorante Ratskeller.  
Oggi l'edificio ospita un ristorante (Ratskeller), un ufficio informazioni turistiche, un'agenzia di viaggi e diversi appartamenti.